# Емили Брајдон
Емили Брајдон (енгл. Emily Brydon) је бивша канадска алпска скијашица, специјалиста за брзе дисциплине.

## Каријера
Дебитовала је у Светском купу 27. новембра 1998. у спусту у Лејк Луису.
На Светском првенству за јуниоре у алпском скијању фебруара 2000. године одржаном у Квебеку Канада, у слаломској трци освојила је друго место иза Швеђанке Анје Персон.
Децембра исте године, на такмичењу за Светски купу у Санкт Морицу, освајањем трећег места у спусту, нашла се први пут на победничком постољу. У Санкт Морицу 2008. године, остварила је своју једину победу у Светски купу, овог пута у супервелеслалому. Најбољи пласман на крају сезоне имала је у комбинацији 2004/05, освајањем трећег места.
Три пута је учествовала на Зимским олимпијским играма 2002. у Солт Лејк Ситију, 2006. Торину и 2010. Ванкуверу. Учествовала је на 5 Светских првенства Санкт Антон, Санкт Мориц, Бормио, Оре и Вал д'Изер.
На првенствима Канаде побеђивала је 10 пута: спуст (3), слалом (1), супервелеслалом (4) и комбинација (2). По завршетку првенства Канаде 2010. завршила је своју такмичарску каријеру.

## Резултати

### Зимске олимпијске игре
- 2002. Солт Лејк Сити: слалом 27, велеслалом 38;
- 2006. Торино: спуст 20, супервелеслалом 9, комбинација 13;
- 2002. Ванкувер: спуст 16, комбинација 14, супервелесланом није завршила.

### Светско првенство
- Санкт Антон: комбинација, 7 супервелеслалом 12, спуст није завршила
- Санкт Мориц: спуст 18, слалом 20, велеслалом 24, супервелеслалом 23, комбинација 11,
- Бормио: спуст 11, супервелеслалом 21, комбинација 13,
- Оре: спуст 24, слалом 34, супервелеслалом 13, комбинација 10.
- Вал д'Изер: спуст 11, супервелеслалом 13, комбинација није завршила.

### Светски куп
Најбољи генерални пласман : 14 место 2008.
Победе: 1 победа у супервелеслалому, Санкт Мориц, 3. фебруар 2008.
Победничких постоља: 9 (1. прво, 2. друга и 6 трећих места)

#### Пласмани у светском купу
| Година/Пласман | Година/Пласман | Укупно  | Укупно | Спуст   | Спуст  | Супервелеслалом | Супервелеслалом | Велеслалом | Велеслалом | Слалом  | Слалом | Комбинација | Комбинација |
| -------------- | -------------- | ------- | ------ | ------- | ------ | --------------- | --------------- | ---------- | ---------- | ------- | ------ | ----------- | ----------- |
| Година/Пласман | Година/Пласман | Пласман | Бодови | Пласман | Бодови | Пласман         | Бодови          | Пласман    | Бодови     | Пласман | Бодови | Пласман     | Бодови      |
| 2000.          | 2000.          | 95      | 24     | 62      | 1      | 51              | 23              | -          | -          | -       | -      | -           | -           |
| 2001.          | 2001.          | 34      | 254    | 16      | 154    | 23              | 93              | -          | -          | 52      | 7      | -           | -           |
| 2002.          | 2002.          | -       | -      | -       | -      | -               | -               | -          | -          | -       | -      | -           | -           |
| 2003.          | 2003.          | 64      | 81     | 45      | 4      | 20              | 77              | -          | -          | -       | -      | -           | -           |
| 2004.          | 2004.          | 27      | 292    | 12      | 192    | 20              | 100             | -          | -          | -       | -      | -           | -           |
| 2005.          | 2005.          | 20      | 341    | 12      | 155    | 19              | 109             | 41         | 17         | -       | -      | 3           | 60          |
| 2006.          | 2006.          | 40      | 187    | 44      | 29     | 17              | 120             | 38         | 20         | -       | -      | 21          | 18          |
| 2007.          | 2007.          | 16      | 414    | 13      | 189    | 11              | 140             | 46         | 9          | -       | -      | 10          | 76          |
| 2008           | 2008           | 14      | 546    | 10      | 218    | 5               | 270             | 56         | 0          | -       | -      | 12          | 58          |
| 2009           | 2009           | 29      | 279    | 16      | 124    | 20              | 86              | -          | -          | -       | -      | 12          | 69          |
| 2010           | 2010           | 20      | 359    | 6       | 219    | 19              | 93              | -          | -          | -       | -      | 10          | 47          |

### Европа куп
Најбољи генерални пласман : 11 место 2000.
Победе: 2 победе: слалом Рогла 9. јануар 2000. и спуст Хаус им Енштал, 19. јануар 2000.
Победничких постоља: 9 (1. прво, 2. друга и 6 трећих места)